# María Gutiérrez Carrasco
María Gutiérrez Carrasco (* 15. September 1997) ist eine spanische Tennisspielerin.

## Karriere
Gutiérrez Carrasco spielt vor allem auf der ITF Women’s World Tennis Tour, wo sie bislang zwei Titel im Einzel gewinnen konnte.
In der deutschen Tennis-Bundesliga spielt sie 2021 für den Marienburger SC in der 1. Bundesliga.
Ihr bislang letztes internationale Turnier spielte Gutiérrez Carrasco im Juni 2022. Sie wird daher nicht mehr in der Weltrangliste geführt.

## Turniersiege

### Einzel
| Nr. | Datum           | Turnier  | Kategorie | Belag     | Finalgegnerin                   | Ergebnis |
| --- | --------------- | -------- | --------- | --------- | ------------------------------- | -------- |
| 1.  | 8. Oktober 2019 | Santarém | ITF W15   | Hartplatz | Almudena Sanz-Llaneza Fernandez | 6:1, 6:2 |
| 2.  | 2. Mai 2021     | Oeiras   | ITF W25   | Sand      | Marina Melnikowa                | 6:3, 6:2 |